# Nacionalinė krepšinio lyga
Nacionalinė Krepšinio Lyga (NKL; deutsch Nationale Basketball-Liga) ist die 2. Liga für Basketball in Litauen seit 2005. Davor gab es LKAL, die reformiert zu NKL und Regionų krepšinio lyga (RKL) wurde. im Saison 2012–2013 gab es 18 Clubs in 3 Etappen.
in NKL spielten früher Rūdupis Prienai, Juventus Utena, Naglis Palanga und Pieno žvaigždės Pasvalys (jetzt in der Lietuvos krepšinio lyga).

## Leitung
- Generaldirektor: Giedrius Grybauskas
- Präsident: Remigijus Štaras

## Clubs
2012–2013
| Club                        | Arena                                   | Arenas Größe | Stadt       | Gegründet |
| --------------------------- | --------------------------------------- | ------------ | ----------- | --------- |
| Birštonas „Jazz-Diremta“    | Arena Prienai                           | 200          | Birštonas   | 2007      |
| Vilniaus „Statyba“          | IMPULS-Basketballsaal                   | 200          | Vilnius     | 2011      |
| „Žalgiris-Sabonio mokykla“  | Arvydas-Sabonis-Basketballschule        | 500          | Kaunas      | 1999      |
| Nafta-Uni-Laivitė Klaipėda  | Žalgirio-Sportpalast                    | 400          | Klaipėda    | 1987      |
| KK Radviliškis              | Sportarena Radviliškis                  | 500          | Radviliškis | 2003      |
| „Sūduva“ Marijampolė        | ŽSM-Saal Marijampolė                    | 200          | Marijampolė | 2006      |
| „Delikatesas“               | „Saulės“-Hauptschule                    | 200          | Joniškis    | 1994      |
| Mažeikiai                   | Ventos-Mittelschule                     | 200          | Mažeikiai   | 2005      |
| Jonavos „TRIOBET“           | Sportarena Jonava                       | 200          | Jonava      | 1999      |
| Vilniaus KK Akademija       | Šarūnas-Marčiulionis-Basketballakademie | 500          | Vilnius     | 2004      |
| „Meresta“ Pakruojis         | „Atžalyno“-Gymnasium                    | 200          | Pakruojis   | 1988      |
| „Ežerūnas-karys“ Molėtai    | Basketballarena Molėtai                 | 500          | Molėtai     | 2009      |
| „Perlas-MRU“                | Sportsaal der Mykolas-Römer-Universität | 250          | Vilnius     | 2009      |
| „Šilutė“                    | Sportzentrum Šilutė                     | 250          | Šilutė      | 1990      |
| Gargždai „Brėmena-Gargždai“ | Sportzentrum Gargždai                   | 250          | Gargždai    | 2010      |
| „Olimpas“                   | SS „Žemaitijos Suvenyras“               | 200          | Plungė      | 1989      |
| „Dzūkija“                   | Alytaus Arena                           | 5500         | Alytus      | 2012      |
| „Zanavykas“                 | JKSC-Saal Šakiai                        | 800          | Šakiai      | 2005      |

## Finale
| Saison    | Meister                       | Vizemeister                  | 3. Platz                         | 4. Platz                        |
| --------- | ----------------------------- | ---------------------------- | -------------------------------- | ------------------------------- |
| 2005–2006 | Vilnias „Akademija-MRU“       | Klaipėda „Nafta-Uni-Laivitė“ | Anykščiai „Puntukas-Jarimpeksas“ | Prienų „Rūdupis“                |
| 2006–2007 | Klaipėdos „Nafta-Uni-Laivitė“ | Jonavos SK „Dextera“         | Pakruojo „Meresta“               | „Šilutė“                        |
| 2007–2008 | „Žalgiris-Sabonio mokykla“    | Palangos „Naglis-Adakris“    | Jonavos SK „Dextera“             | Utenos „Juventus“               |
| 2008–2009 | Prienų „Rūdupis“              | Pakruojis „Meresta“          | BC „Mažeikiai“                   | Utenos „Juventus“               |
| 2009–2010 | Palangos „Naglis-Adakris“     | Jonava SK „Triobet Malsta“   | BC „Mažeikiai“                   | „Meresta“ Pakruojis             |
| 2010–2011 | „Pieno žvaigždės“ Pasvalys    | BC „Mažeikiai“               | „Nafta-Uni-Laivitė“ Klaipėda     | „Meresta“ Pakruojis             |
| 2011–2012 | Kauno „LKKA-Atletas“          | „Statyba“ Vilnius            | „Žalgiris-Sabonio mokykla“       | Klaipėdos „Nafta-Universitetas“ |
| 2012–2013 | -                             | -                            | -                                | -                               |